# 唐晓明
唐晓明（1963年6月—），甘肃东乡族自治县人。西北师范学院中文系毕业。中华人民共和国政治人物。

## 生平
生于甘肃省东乡族自治县唐汪镇胡浪村，1983年，毕业于西北师范学院中文系。之后进入甘肃省建材局整党办公室任干事。2005年7月，任甘肃省人民政府办公厅副主任。2007年8月，任甘肃省人民政府副秘书长。2013年4月，任中共定西市委副书记。2013年5月，任定西市市长。2017年5月，任中共定西市委书记。2018年2月24日，当选为第十三届全国人大代表。2021年7月，不再担任中共定西市委书记。7月29日，甘肃省十三届人大常委会第二十五次会议任命唐晓明为省人大民族侨务委员会副主任委员。